# Tornado (webserver)
Tornado je škálovatelný neblokující webový server a webový aplikační framework napsaný v Pythonu. Byl vytvořen v rámci projektu FriendFeed; později firma byla koupena Facebookem v 2009 a zdrojové kódy Tornado byly publikované jako open source.

## Výkon
Tornado byl vytvořen pro dosažení vysokého výkonu a je jedním z několika webových serverů které dokáží obsloužit 10 tisíc spojení. Stoji za upřesnění že se mysli tak zvané "lehká spojení". Protože dlouhé zpracování žádosti (například časově náročná komunikace s databázovým serverem) odstraňuje výhody Tornado.
Následující tabulka ukazuje srovnávací testy Tornado s jinými servery založenými na Python:
| Server   | Konfigurace               | Požadavků za sekundu |
| -------- | ------------------------- | -------------------- |
| Tornado  | Nginx, 4xfrontend         | 8213                 |
| Tornado  | 1 jedno vláknový frontend | 3353                 |
| Django   | Apache/mod wsgi           | 2223                 |
| web.py   | Apache/mod_wsgi           | 2066                 |
| CherryPy | Standalone                | 785                  |

## Moduly
- motor pro jednoduchou integraci s MongoDB.
- asyncmongo jiný modul integrace s MongoDB.
- corduroy a trombi pro integraci s CouchDB.
- momoko pro asynchronní přístup k PostgreSQL.